# Micul dodecaedru stelat
În geometrie micul dodecaedru stelat este un poliedru Kepler–Poinsot, care a fost numit astfel de Arthur Cayley. Este unul dintre cele patru poliedre regulate neconvexe. Este compus din 12 fețe pentagramice, cu cinci pentagrame care se întâlnesc în fiecare vârf, ca urmare simbolul său Schläfli este {5⁄2,5}. Un poliedru neconvex are fețe care se intersectează care nu reprezintă laturi sau fețe noi. Doar cele marcate cu sfere aurii sunt vârfuri, iar cele cu linii argintii sunt laturi.
Are aceeași configurație a vârfului ca și icosaedrul regulat convex. De asemenea, are aceeași configurație a feței cu marele icosaedru, cu care formează marele icosidodecaedru complex, o figură compusă uniformă degenerată.
Este „a doua” stelare a dodecaedrului (în lista care începe cu dodecaedrul însuși).
Micul dodecaedru stelat poate fi construit la fel cu pentagrama, analoaga sa bidimensională, prin extinderea laturilor (1-fețelor) nucleului politopic, care este un dodecaedru regulat, până când ajung în punctele în care se intersectează.

## Topologie
Dacă cele cinci triunghiuri de pe fețele pentagramice aflate în jurul fiecărui vârf sunt considerate ca fiind 5 fațete, el are aceeași topologie a suprafeței ca și dodecaedrul pentakis, dar cu fețe triunghiulare isoscele mult mai înalte, cu înălțimea piramidelor pentagonale ajustată astfel încât cele cinci triunghiuri din pentagramă să devină coplanare. Unghiul critic deasupra feței dodecaedrului este atan(2).
Dacă se consideră fețele ca 12 pentagrame, acestea având 30 de laturi și 12 vârfuri, se poate calcula genul g cu formula lui Euler
{\displaystyle V-E+F=2-2g}
și trage concluzia că micul dodecaedru stelat este de genul 4. Această observație, făcută de Louis Poinsot, a fost inițial confuză, dar Felix Klein a arătat în 1877 că micul dodecaedru stelat poate fi văzut ca o acoperire ramificată a sferei Riemann de o suprafață Riemann⁠(d) din genul 4, cu puncte de ramificare⁠(d) în centrul fiecărei pentagrame. De fapt, această suprafață Riemann, numită curba lui Bring, are cel mai mare număr de simetrii, care acționează ca automorfisme, dintre toate suprafețele Riemann din genul 4: grupul simetric⁠(d) {\displaystyle S_{5}}.

## Imagini
| Model transparent | Modele realizate manual | Modele realizate manual |
| --- | --- | --- |
| (animație) | | |
| Pavare sferică | Stelare | Desfășurată |
| Acest poliedru reprezintă și o pavare sferică cu o densitate de 3. (O față pentagramă sferică, conturată cu albastru, umplută cu galben) | De asemenea, poate fi construit ca prima dintre cele trei stelări ale dodecaedrului, menționată ca modelul Wenninger [W20] | Poate fi construit din hârtie sau carton prin conectarea a 12 piramide isoscele cu cinci laturi la fel ca pentagoanele dintr-un dodecaedru regulat. Cu un material opac, acesta prezintă porțiunea exterioară a fiecărei fețe pentagramice. |

## În artă

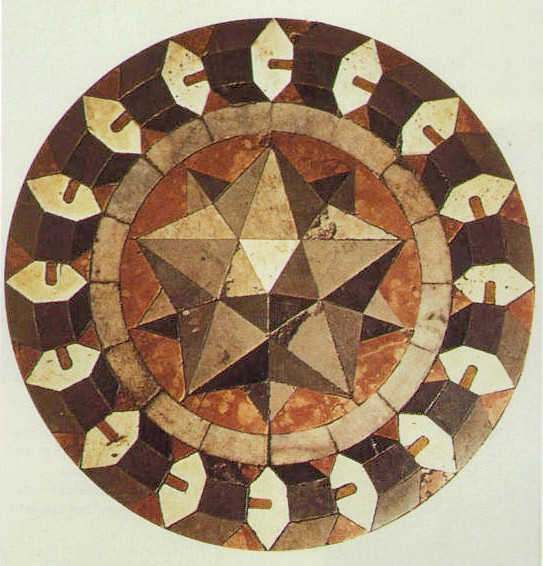
Mozaicul din pavaj de Paolo Uccello

Un mic dodecaedru stelat poate fi văzut într-un mozaic pe podeaua din Bazilica Sfântul Marcu din Veneția de Paolo Uccello, circa 1430. Aceeași formă este centrală în două litografii de M. C. Escher: Contrast (Ordinea și haosul) (1950) și Gravitație⁠(d) (1952). Figura ilustrează și coperta ediției în limba română din 1961 a cărții lui Hugo Steinhaus, Caleidoscop matematic.

## Poliedre înrudite

Trunchiere animată de la {5/2, 5} la {5, 5/2}

Anvelopa sa convexă este icosaedrul convex regulat. De asemenea, are laturile în comun cu marele icosaedru; compusul ambelor este marele icosidodecaedru complex.
Există patru poliedre uniforme înrudite, construite ca grade de trunchiere. Dualul este marele dodecaedru. Dodecadodecaedrul este o rectificare, în care laturile sunt trunchiate la puncte.
Micul dodecaedru stelat trunchiat poate fi considerat un poliedru uniform degenerat deoarece laturile și vârfurile coincid, dar sunt incluse pentru a fi complet. Vizual, arată ca un dodecaedru regulat, dar are 24 de fețe în perechi suprapuse. Apexurile piramidelor pentagonale sunt trunchiate până când ajung în planul pentagramei de sub ele. Cele 24 de fețe sunt 12 pentagoane de la vârfurile trunchiate și 12 decagoane, luând forma unor pentagoane dublu înfășurate care se suprapun pe primele 12 pentagoane. Aceste din urmă fețe sunt formate prin trunchierea pentagramelor originale. Când un {n⁄d}-gon este trunchiat, acesta devine un {2n⁄ d}-gon. De exemplu, un pentagon trunchiat {5⁄1} devine un decagon {10⁄1}, deci trunchiind o pentagramă {5⁄2}, ea devine un pentagon dublu înfășurat {10⁄2} (factorul comun între 10 și 2 înseamnă că pentru a finaliza poligonul se trece de două ori prin fiecare vârf).
| Nume                    | Micul dodecaedru stelat | Micul dodecaedru stelat trunchiat | Dodeca- dodecaedru | Marele dodecaedru trunchiat | Marele dodecaedru |
| ----------------------- | ----------------------- | --------------------------------- | ------------------ | --------------------------- | ----------------- |
| Diagramă Coxeter–Dynkin |                         |                                   |                    |                             |                   |
| Imagine                 |                         |                                   |                    |                             |                   |